# Presidente de Guyana
El presidente de la República Cooperativa de Guyana (en inglés: President of the Co-operative Republic of Guyana) es, desde la aprobación del referéndum de 1980, el jefe del poder ejecutivo. El líder del partido político mayoritario o de la coalición en la Asamblea Nacional, automáticamente se convierte en presidente y se mantiene en sus funciones por un plazo máximo de cinco años.
Cuando Guyana fue declarada república, en 1970, el presidente era elegido por la Asamblea Nacional por un período de cinco años y poseía algunos poderes de carácter ceremonial. Desde la reforma constitucional de 1980, los poderes presidenciales se incrementaron sustancialmente, convirtiéndolo en una figura ejecutiva sumamente poderosa, en detrimento del primer ministro.

## Presidentes de Guyana
| Nombre | Nombre             | Nombre         | Inicio                  | Fin                     | Elección | Partido político | Primer ministro | Primer ministro                   | Sello presidencial |
| ------ | ------------------ | -------------- | ----------------------- | ----------------------- | -------- | ---------------- | --------------- | --------------------------------- | ------------------ |
|        |                    | Arthur Chung   | 17 de marzo de 1970     | 6 de octubre de 1980    | 1973     | PNC              |                 | Forbes Burnham PNC                |                    |
|        |                    | Forbes Burnham | 6 de octubre de 1980    | 6 de agosto de 1985     | 1980     | PNC              |                 | Ptolemy Reid PNC                  |                    |
|        | Desmond Hoyte PNC  | Forbes Burnham | 6 de octubre de 1980    | 6 de agosto de 1985     | 1980     | PNC              |                 |                                   |                    |
|        |                    | Desmond Hoyte  | 6 de agosto de 1985     | 9 de octubre de 1992    | 1980     | PNC              |                 | Hamilton Green PNC                |                    |
| 1985   |                    | Desmond Hoyte  | 6 de agosto de 1985     | 9 de octubre de 1992    |          | PNC              |                 | Hamilton Green PNC                |                    |
|        |                    | Cheddi Jagan   | 9 de octubre de 1992    | 6 de marzo de 1997      | 1992     | PPP              |                 | Sam Hinds PPP                     |                    |
|        |                    | Sam Hinds      | 6 de marzo de 1997      | 19 de diciembre de 1997 | 1992     | PPP              |                 | Janet Jagan PPP                   |                    |
|        |                    | Janet Jagan    | 19 de diciembre de 1997 | 11 de agosto de 1999    | 1997     | PPP              |                 | Sam Hinds PPP                     |                    |
|        | Bharrat Jagdeo PPP | Janet Jagan    | 19 de diciembre de 1997 | 11 de agosto de 1999    | 1997     | PPP              |                 |                                   |                    |
|        |                    | Bharrat Jagdeo | 11 de agosto de 1999    | 3 de diciembre de 2011  | 1997     | PPP              |                 | Sam Hinds PPP                     |                    |
| 2001   |                    | Bharrat Jagdeo | 11 de agosto de 1999    | 3 de diciembre de 2011  |          | PPP              |                 | Sam Hinds PPP                     |                    |
| 2006   |                    | Bharrat Jagdeo | 11 de agosto de 1999    | 3 de diciembre de 2011  |          | PPP              |                 | Sam Hinds PPP                     |                    |
|        |                    | Donald Ramotar | 3 de diciembre de 2011  | 16 de mayo de 2015      | 2011     | PPP              |                 | Sam Hinds PPP                     |                    |
|        |                    | David Granger  | 16 de mayo de 2015      | 2 de agosto de 2020     | 2015     | PNC (APNU + AFC) |                 | Moses Nagamootoo AFC (APNU + AFC) |                    |
|        |                    | Irfaan Ali     | 2 de agosto de 2020     | En el cargo             | 2020     | PPP              |                 | Mark Phillips PPP                 |                    |

## Línea de tiempo
Fuente: Agencia de Información del Gobierno de Guyana